# Pinardville

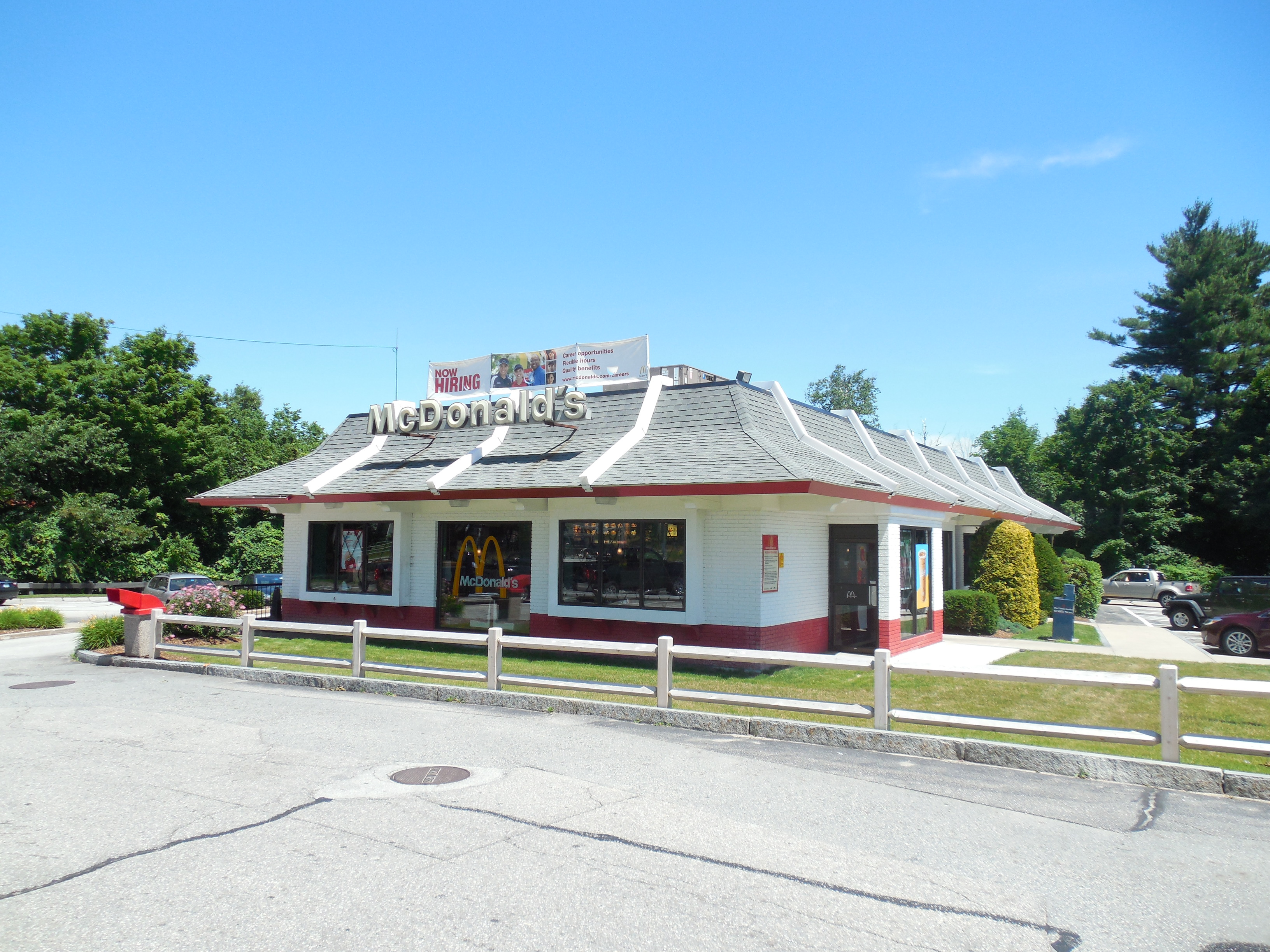

Pinardville est un census-designated place situé dans la ville de Goffstown, au New Hampshire, aux États-Unis.  Sa population était de 5 779 habitants lors du recensement de 2000. Pinardville existe depuis 1906.
D'après le Bureau américain des statistiques, le village a une superficie totale de 1,8 milles carrés, donc 1,6 milles carrés en terre, et 0,2 milles carrés, ou 8,33 % de la superficie en eau.

## Histoire
En 1906, Edmond Pinard, un épicier, développa des terrains vacants entre les villes de Manchester et de Goffstown. L'endroit fut appelé Pinard Ville.